# La orquesta del Titanic
La orquesta del Titanic es un álbum compuesto y grabado conjuntamente por los cantautores españoles Joan Manuel Serrat y Joaquín Sabina, siendo su trigésimo primero y decimosexto álbum de estudio respectivamente.
El nombre y la temática del disco hacen referencia a los tiempos difíciles que se viven en el mundo en distintos aspectos. Al respecto del título, Sabina afirmó en una entrevista: "Mientras España está a la deriva, nosotros seguimos tocando, como en el Titanic".
La publicación del disco llevó a los dos cantautores a realizar una nueva gira en conjunto por varios países de habla hispana. La gira lleva por nombre Dos pájaros contraatacan, y fruto de la misma serían un nuevo CD y DVD en directo grabado en los conciertos de los días 28 y 29 de abril de 2012 en el escenario del Luna Park de Buenos Aires, bajo el título Serrat & Sabina en el Luna Park.

## Lista de canciones
Todas las canciones escritas por Joan Manuel Serrat y Joaquín Sabina.
1. «La orquesta del Titanic» - 4:52
2. «Después de los despueses» - 4:43
3. «Idiotas, palizas y calientabraguetas» - 3:44
4. «Canción de Navidad» - 3:34
5. «Quince o veinte copas» - 4:16
6. «Acuérdate de mí» - 4:20
7. «Hoy por ti, mañana por mí» - 4:10
8. «Dolent de mena» («Malo por naturaleza») - 5:00
9. «Martínez» - 4:50
10. «Cuenta conmigo» - 4:47
11. «Maldito blues» - 5:54